# Avola
Avola település Olaszországban, Siracusa megyében. Lakosainak száma 30 392 fő (2023. január 1.). Avola Siracusa és Noto községekkel határos.

## Helyi konyha
A város ismert helyi borszőlőjéről, a Nero D'Avoláról, amiből Szicília egyik legismertebb vörösbora készül. Egyben a város Szicília egyik legismertebb mandulatermő vidékén helyezkedik el, ahol három fajta mandula terem meg: Pizzuta, Fascionello és a  Romana. Mind oltalom alatt álló eredetmegjelölésű élelmiszer. Ez annak is köszönhető, hogy Avola a sziget egyik legnapsütöttebb részén található. A Romana mandulát süteményekhez és kenyerekhez használják. A Pizzuta és Fascionello fajtákat pedig a confetti nevű mandulás édességhez és a granitához használják.

## Népesség
A település népességének változása:
| Lakosok száma | 31 729 | 31 408 | 30 392 |
|               | 2013   | 2018   | 2023   |